# Piper obesum
Piper obesum là một loài thực vật có hoa trong họ Hồ tiêu. Loài này được Vahl miêu tả khoa học đầu tiên năm 1804.